# (818) Каптейния
(818) Каптейния (лат. Kapteynia) — астероид главного пояса, открытый 21 февраля 1916 года немецким астрономом Максом Вольфом в обсерватории Гейдельберг.
Назван в честь профессора Якобуса Корнелиуса Каптейна (1851 - 1922), который был директором Гронингенской Астрономической Лаборатории с 1878 по 1921 годы. Он занимался исследованием структур галактик, начал работу над планом Избранных Зон, а также внёс значительный вклад в фотографический Кейптаунский обзор. В честь Каптейна также назван лунный кратер.